# Museo Memoria y Tolerancia
El Museo Memoria y Tolerancia es un recinto museográfico de la Ciudad de México. Abrió sus puertas el 18 de octubre de 2010 y busca difundir el respeto a la diversidad y la tolerancia con base en el recuerdo histórico mediante el uso de exposiciones de genocidios y presentaciones multimedia de los valores a favor de la tolerancia.

Difundir la importancia de la tolerancia, la no violencia y los Derechos Humanos. Crear conciencia a través de la memoria histórica, particularmente a partir de los genocidios y otros crímenes. Alertar sobre el peligro de la indiferencia, la discriminación y la violencia para crear responsabilidad, respeto y conciencia en cada individuo que derive en la acción social.
Misión del Museo Memoria y Tolerancia

## Historia del museo
El Museo Memoria y Tolerancia fue impulsado por la asociación civil ''Memoria y Tolerancia''que fue establecida en 1999. Esta asociación civil tenía el objetivo de crear el Centro Educativo del Holocausto y la Tolerancia y buscó a sobrevivientes del Holocausto para tomar sus testimonios para poder aprender de ellos y así poder enseñar a otros.
En el 2003 los arquitectos de Legorreta recibieron la tarea de reconstruir la zona aledaña a la Alameda Central que fue dañada durante el terremoto de 1985, el cual afectó extensamente a la Ciudad de México. En el lugar se proyectaba construir edificios que albergarían al Tribunal Superior de Justicia del Distrito Federal y la Secretaría de Relaciones Exteriores del Gobierno Federal, lo cual se convirtió en el Conjunto Juárez. El Museo Memoria y Tolerancia se integró a este conjunto en el 2006 por los arquitectos Arditti + RDT. En el atrio del museo se encuentra un cubo suspendido del Memorial de los niños asesinados en genocidios, el cual fue una obra realizada por Jan Hendrix en colaboración con los arquitectos.

## Memoria
Transitar por los horrores del pasado es una forma de enaltecer la memoria de las víctimas, pero también una forma de impedir que su sufrimiento quede en el olvido y que episodios semejantes lastimen nuevamente a la humanidad. Recordar para aprender; aprender para no repetir.
Museo Memoria y Tolerancia

En el museo se exploran genocidios del siglo XX para fomentar el aprendizaje a través de la memoria histórica. El museo alberga exposiciones permanentes que detallan estos genocidios:
- Holocausto
- Yugoslavia
- Ruanda
- Guatemala
- Camboya
- Darfur
- Armenios

## Sala Holocausto

### Antecedentes
A finales del siglo XIX, Alemania era considerada como uno de los países más modernos al haber sido el país que mayor desarrollo tuvo con respecto al arte, cultura y pensamiento; logrando hacer importantes avances tecnológicos. Sin embargo al mismo tiempo en el que hubo prosperidad, comenzaba a crecer la ideología de la superioridad racial. 
Tras el tratado de Versalles, Alemania se encontraba en una situación de limitaciones; se instauró un nuevo gobierno (la República Weimar)  el colapso político, pero los ciudadanos no estaban completamente cómodos con el nuevo gobierno, y es así como surge el Partido Comunista Alemán y Partido Nacional Socialista Obrero Alemán (Partido Nazi).
Este partido, buscaba modificar el Tratado de Versalles, por las poco benéficas condiciones que le brindaba , hasta que después de varios intentos fracasados, el presidente Paul von Hindenburg, nombró a Adolfo Hitler líder del Partido Nazi.
Desde el inicio se mostró su obsesión por dominar al mundo, haciendo notar todo el tiempo la superioridad de la raza “aria”.
En general, los nazis buscaban impedir que la raza aria se manchara, es decir, que perdiera su pureza al combinarse con otras razas inferiores, entre ellos los judíos, quienes eran a los que se les atribuía todos los males que ahogaban al país. 
La “Pureza Racial”, eliminaba a las minorías que eran consideradas inferiores, a judíos por ser la raza infrahumana, a personas discapacitadas, gitanos, homosexuales, creyentes de otras religiones e intelectuales, por ser quienes se encargaba de manipular las mentes. En 1926, con el fin de profanar la nueva cultura nazi, nuevas generaciones "Hitlerianas" fueron creadas y al mismo tiempo se puso en vigor la “campaña del terror” que consistía en escuadrones.
Numerosos boicots empezaron a surgir, tanto que quemaron los libros de cualquier autor que estuviera relacionado con el libro. Uno de los episodios más significativos fue “Noche de los vidrios rotos”.

### Genocidio
El primer exterminio masivo que se llevó a cabo por los nazis, fue el de “eutanasia”, habiendo asesinado a 200 mil discapacitados , por medio de inyecciones letales, drogas o cámaras de gas. En 1941 Hitler ordenó detener este programa por las manifestaciones públicas que se generaron por parte de miembros de la iglesia.
Al poco tiempo inició la Segunda Guerra Mundial los nazis delimitaron varias zonas dentro de las ciudades para mantener controlados a los judíos, los cuales fueron denominados “Ghettos”. Aquí, los judíos fueron obligados a vivir en condiciones inhumanas, muriendo a diario miles de ellos por hambre, frío y enfermedades.
A partir de 1938, el régimen nazi estableció miles de “campos de concentración”, que se conformaban de instalaciones en espacios abiertos donde se agrupaban a los seres impuros en condiciones hostiles. Hasta que los nazis decidieron en la conferencia de Wannsee implementar la “Solución Final”, que consistía en el exterminio de 11 millones de seres humanos. Comenzaron a transportar a los judíos a los campos de concentración en vagones diseñados para transportar ganado, por lo que morían muchos antes de llegar a su destino por la falta de alimento y agua. Al momento de arribar a su destino eran clasificados en hombres, mujeres y niños; les quitaban sus pertenencias y los doctores determinaban si eran aptos para trabajar. Quienes no lo fueran, en su mayoría mujeres, niños y adultos mayores eran enviados directamente a la cámaras de gas. A los hombres seleccionados, se les desinfectaba, y se les tatuaba un número en el antebrazo; debían soportar maltratos físicos y psicológicos además de aceptar que a cada segundo corrían el riesgo de morir. Tanto sufrimiento e injusticias hizo que los mismos prisioneros con las pocas fuerzas que les quedaban, se rebelaran en diferentes expresiones, desde enfrentar a los guardias frente a frente o saboteando sus labores hasta en tratar de escapar en cualquier oportunidad. 
Auschwitz, fue el más grande e importante de los campos de exterminio nazis; aunque realmente se podría considerar como 3 campos en uno, ya que dentro estaba dividido en campo de concentración, exterminio y de trabajos forzados. Se calcula que ahí fueron asesinados alrededor de entre un millón y un millón 500 mil hombres, mujeres y niños. Dentro de ese número de muertos, muchos fueron víctimas de experimentos médicos, por lo general eran extremadamente dolorosos y en su mayoría terminaban en la muerte del individuo. Eran efectuados con el propósito de descubrir métodos para incrementar la supervivencia de los soldados y avanzar en el campo de la medicina.
Entre los objetos expuestos de esta parte de la exposición, se muestran una maqueta a escala del campo de exterminio de Auschwitz y uno de los vagones de ferrocarril usados para trasladar a las personas a dichos campos.

### Al término de la guerra
Tras la derrota a Alemania en la Segunda Guerra Mundial, los nazis ordenaron evacuar a los prisioneros de todos los campos aledaños a la ciudad, para evitar que los aliados encontraran evidencia de los crímenes que habían cometido; es por eso que los prisioneros fueron obligados a caminar largas distancias a paso rápido, sin descanso, vigilados por la guardia alemana, quienes tenían la orden de disparar en cualquier intento de escape por parte de los prisioneros. Desafortunadamente, muchos murieron en el transcurso del viaje, por agotamiento, frío o sed. 
Para millones de personas, la liberación llegó demasiado tarde. Para los pocos sobrevivientes, comenzaba una etapa de reconstrucción. Muchos lograron escapar de la persecución gracias al gran valor de las personas y organizaciones que desafiaron su realidad y arriesgaron todo para salvar a familias judías.
Para saber más hay una película que trata de los judíos se llama: El pianista (película publicada en 2003)

## Sala Los Armenios
El genocidio armenio ocurrió entre 1915 y 1916 y se considera el primer genocidio del siglo XX. Este genocidio causó la muerte de más de 1.2 millones de armenios cristianos por medio de masacres, homicidios individuales, o por el maltrato sistemático, exposición e inanición.
El Museo Memoria y Tolerancia tiene una exposición en el recorrido después de la sala de los Juicios de Núremberg y la sala de "¿¿¿Nunca más???". En esta sala se puede ver la historia del Imperio Otomano, el origen del conflicto, y fotografías de las víctimas. Desde esta sala se puede observar el cubo del Memorial de los niños asesinados en genocidios por Jan Hendrix. 

## Sala Ruanda
En 1994 entre 800 mil y un millón de tutsis y hutus moderados fueron víctimas de Jean Paul Akayesu, el alcalde de Taba. El Tribunal Penal Internacional para Ruanda acusó a Jean Paul Akayesu de genocidio y crímenes contra la humanidad.
En la sala del Genocidio de Ruanda en el museo hay una línea del tiempo con el contexto del conflicto donde se delinean los Acuerdos de Arusha. También se pueden ver videos del genocidio, armas usadas, y testimoniales de las víctimas.

## Sala Bosnia|EX Yugoslavia
La República Federal Socialista de Yugoslavia (1963-1992) estaba conformada por seis repúblicas (Bosnia y Herzegovina, Croacia, Eslovenia, Macedonia del Norte, Montenegro y Serbia) y dos provincias autónomas (Kosovo y Voivodina). Después de la caída del bloque comunista, una ola nacionalista provocó la desintegración de Yugoslavia. Esta inició en 1991 con la independencia de Croacia y Eslovenia. Los líderes nacionalistas serbios establecieron como objetivo principal lograr que todos los serbios, diseminados por las distintas repúblicas, vivieran en un mismo país, para así crear la “Gran Serbia”.
La exposición permanente del Genocidio de la Ex-Yugoslavia muestra la historia a partir de su desintegración por medio de mapas y gráficos. La sala cuenta con una pared con fotografías de francotiradores en Sarajevo. En el lado opuesto se pueden ver videos del genocidio en una pared que simula una pared derrumbada.

## Sala Guatemala
Durante la Guerra Civil de Guatemala 200,000 civiles Mayas fueron masacrados por parte del ejército de Guatemala.
En el Museo de Memoria y tolerancia se pueden ver testimoniales en forma de video de las víctimas de este suceso al igual que mantas bordadas como homenaje a las víctimas. También se pueden ver líneas de tiempo y una sección de los desaparecidos y desplazados.
un sala donde se pueden apreciar diferentes tipos de imágenes y en la sala ha diversos videos acerca de Guatemala los videos también tienen explicación por escrito

## Sala Camboya
El 17 de abril de 1975, el Jemer Rojo entró en la capital, Phnom Penh, donde se estableció por tres años y nueve meses bajo el nombre de Kampuchea Democrática. Durante estos tres años más de 2 millones de ciudadanos fueron masacrados.
En la sala de Camboya del museo se pueden ver cientos de fotografías de prisioneros que cubren todas las paredes de la sala. Se puede ver la ideología del Jemer Rojo y las reglas de comportamiento que todos debían de seguir. Igualmente se pueden ver videos Camboya durante el genocidio.

## Darfur
Hasta el 2015 ha habido alrededor de 300,000 muertes de civiles en Darfur con 2.7 millones de personas desplazadas por las fuerzas militares del gobierno Sudanés.
El museo cuenta con una sala con videos de la destrucción de las aldeas, mapas del conflicto, y la respuesta de la comunidad internacional. Dado que este conflicto aún está evolucionando los datos no están totalmente actualizados.

## Tolerancia
Exhibición permanente que invita a reconocer, respetar y valorar la diversidad. Propone evitar que los estereotipos y prejuicios conduzcan a acciones donde se impida el ejercicio real de los derechos humanos. Muestra el diálogo como herramienta vinculante que permita la resolución pacífica de conflictos pues reconoce el poder de las palabras. Muestra como los medios de comunicación pueden ser un vehículo de mensajes que evidencien la importancia de ser tolerantes, pero cómo también son utilizados como difusores de estereotipos que alimentan y perpetran prácticas sobre desigualdad e injusticia. 
Exalta los derechos humanos como una base que nos permita reconocer, respetar y exigir el cumplimiento para todos. 
Cuenta con dos foros: Realidades intolerables y Tu responsabilidad 
Hay un área dedicada a México donde con material audiovisual se muestra su diversidad en población con dos espacios sobre pueblos indígenas e inmigrantes; otro espacio dedicado a reconocer los principales grupos discriminados en el país y uno sobre las violaciones a derechos humanos en México.

## Famosos que han visitado el museo
- Dalái lama,  líder espiritual del lamaísmo
- Navi Pillay, Alta Comisionada para los Derechos Humanos de las Naciones Unidas.
- Óscar Arias Sánchez, Premio Nobel de la Paz.
- Zenani Mandela-Dlamini, hija de Nelson Mandela y embajadora de Sudáfrica en Argentina.
- Frank La Rue, Relator Especial de la ONU sobre Libertad de Expresión.
- Richard Gere, actor estadounidense.
- Rafael Tovar y de Teresa, presidente del Consejo Nacional para la Cultura y las Artes.
- Ricardo Bucio, presidente del Consejo Nacional para Prevenir la Discriminación.
- Cuauhtémoc Cárdenas, primer jefe de gobierno del Distrito Federal.
- Mario Molina, Premio Nobel de Química.
- Adrian A.Guzmán L., integrante de la banda THC 946.
- Javier Sicilia, fundador del Movimiento por la Paz con Justicia y Dignidad.
- Hans Peter Katz, Presidente de la Asociación de Sobrevivientes del Holocausto en México.
- Jean Paul Samputu, embajador cultural y sobreviviente del genocidio en Ruanda.
- Lydia Cacho, periodista.
- Jacobo Zabludovsky, periodista.
- Julia Cortez,  presidenta de la Asociación Justicia y Reconciliación (AJR) y sobreviviente del genocidio en Guatemala.
- José Luis Cuevas, artista mexicano.
- Alfonso Gumucio Dagron, escritor y cineasta boliviano.
- Raúl Alejandro Rodríguez Sánchez, ingeniero e historiador mexicano
- Nando Dalla Chiesa, académico, político y activista antimafia italiano.[cita requerida]

## Premios y galardones

### 2010
- Premio “Gran Orden de la Reforma” en la categoría Institucional, junto con la UNAM, con el rango de honor por ser una fundación en beneficio de la humanidad, otorgado por la Academia Nacional A. C., 2010.
- Mención especial 2010, otorgada por la Asociación de Desarrolladores Inmobiliarios, A.C.

### 2011
- Reconocimiento con la Certificación Libre Acceso por la ausencia de barreras físicas, creando así un ambiente de inclusión, entregado por la Asociación Civil Libre Acceso en 2011.
- Premio Iberoamericano CIDI a la “Obra del Año 2011” en Arquitectura, Interiorismo, Museografía y Edificaciones otorgado por el Consejo Iberoamericano de Diseñadores de Interiores (CIDI).
- Premio Nacional de Interiorismo a la “Obra del Año 2011”, otorgado por la Asociación Mexicana de Diseñadores de Interiores.
- Premio AMDI 2011 en la “Categoría Institucional”, otorgado por la Asociación Mexicana de Diseñadores de Interiores.
- Ganadores absolutos de la “V Bienal Internacional de Interiorismo CIDI “Medalla doble oro“, otorgado por el Consejo Iberoamericano de Diseñadores de Interiores (CIDI), Guadalajara 2011.
- Medalla de oro en la “Categoría Cultural”, otorgado por el Consejo Iberoamericano de Diseñadores de Interiores (CIDI), Guadalajara 2011.
- Finalista en WAF 2011 (World Architecture Festival Award) en la “Categoría Cultural”, Barcelona 2011.
- Mención Honorífica en People’s Choice Award 2011 dentro del WAF 2011 (World Architecture Festival), Barcelona 2011.
- Ganador absoluto del Premio ONCE Foundation Prize for Accesibility in Architecture dentro del World Architecture Festival, Barcelona 2011.
- Premio Nacional IMEI, otorgado por el Instituto Mexicano del Edificio Inteligente al “Mejor Edificio Inteligente y Sustentable “, 2011.

### 2012
- Premio BIG IDEA CHEAR 2012 Yahoo México, otorgado por la instalación Tweetbalas.
- Reconocimiento por su labor por la Asociación de Radio del Valle de México (ARVM) en 2012.
- Premio del Trienio 2010 – 2012 al Museo Memoria y Tolerancia, por su trayectoria de premiaciones y reconocimientos en México y el mundo otorgado por el Consejo Iberoamericano de Diseñadores de Interiores (CIDI)

### 2013
- Premio Trip Advisor 2013 en la categoría de mejores Museos en la Ciudad de México de los Travellers’ Choice Awards
- Reconocimiento del proyecto arquitectónico del Museo Memoria y Tolerancia en La Semana de la Arquitectura de República Checa.
- Acreedor de tres premios Effies por la campaña publicitaria Tweetbalas

### 2014
- Acreedor de un premio Effie por la campaña publicitaria Postea por la paz, en la categoría de “Pequeños Presupuestos”
- Premio Trip Advisor 2014 en la categoría de mejores Museos en la Ciudad de México de los Travellers’ Choice Awards.
- Finalista de los premios IAB Conecta 2014 en la categoría “Responsabilidad Social y Servicio Público”.

### 2016
- Sharon Zaga Mograbi, presidenta y fundadora del Museo Memoria y Tolerancia, recibió el Premio Nacional de Derechos Humanos 2016.[14]

## Exhibiciones temporales
Es en el segundo piso donde se encuentra la sala de exposiciones temporales con muestras eventuales que buscan principalmente explorar y profundizar en temáticas de paz, respeto, derechos humanos, género, sexualidad y violencia.

### “Martin Luther King. Un sueño de igualdad.”
Julio - octubre de 2016
El objetivo de la exposición es mostrar las infinitas posibilidades y alcances de nuestras decisiones, elecciones y acciones, a través de la difusión del legado del luchador incansable Martin Luther King por los Derechos Humanos de nuestros tiempos. 
Dicha exposición cuenta con un prólogo sobre quién fue Martin Luther King, posteriormente, se localiza el contexto de la segregación racial que se vivió en Estados Unidos y las reacciones de la comunidad negra ante ella. 
La exposición también da cuenta de las campañas no violentas que surgieron a mediados del siglo XX, los arrestos y logros de este activista, así como las nuevas demandas y el racismo en el siglo XXI en Estados Unidos.

“La pregunta más urgente y persistente en la vida es: ¿Qué estás haciendo por los demás?” Martin Luther King

## Instalaciones adicionales

### Isla Panwapa
Es una sala dedicada a las y los niños donde se llevan a cabo actividades lúdicas donde reflexionarán sobre la importancia de valores como el respeto, la tolerancia, diversidad y trabajo en equipo. Panwapa es una iniciativa internacional emprendida por Plaza Sésamo y Merril Linch con la colaboración de distintos gobiernos y organizaciones civiles del mundo para promover mediante contenidos de cultura, educación y medios de comunicación la Ciudadanía Global. 
Tiene como objetivos:
- Consciencia de un mundo más amplio: entendimiento de las relaciones entre las comunidades y los problemas nacionales y mundiales.

- Aprecio por las similitudes y las diferencias:  un entendimiento y respeto a las similitudes y diferencias entre las personas del mundo y la interconexión de los sistemas mundiales.

- Asumir la responsabilidad por el comportamiento de uno mismo: conciencia de nuestras acciones y de cómo afectan a los demás; la voluntad y el deseo de tomar responsabilidad por las acciones de uno mismo, y un esfuerzo para que el mundo sea un lugar mejor.

- Participación en la comunidad y voluntad de acción.  El deseo de participar y contribuir en nuestra comunidad,  local y mundial así como la voluntad de acción para solucionar los grandes problemas y lograr una mejora cívica.

- Entendimiento de la disparidad económica y capacidad de respuesta a la misma: un entendimiento de que todas las personas compartimos ciertas necesidades básicas y de que existen disparidades económicas que afectan la posibilidad de los individuos de cubrir dichas necesidades, así como un deseo de buscar soluciones para promover la equidad.

Para desarrollar estas competencias, las y los niños se involucraron en las actividades del proyecto de manera personal y con apoyo de sus madres,  padres y profesores quienes también tenían la oportunidad de interactuar con los materiales.

### Centro Educativo Truper
Así mismo, el museo ofrece a través de su Centro Educativo una serie continua de cursos mensuales gratuitos relacionados con derechos humanos, memoria histórica y actualidad internacional, así como debates, círculos de lectura, conferencias, proyecciones fílmicas y talleres para adultos y niños.

### Áreas educativas
Cuenta con una biblioteca pública con materiales bibliográficos, hemerográficos y audiovisuales.